# بچه‌های برزیلی
بچه‌های برزیلی (پرتغالی: Brichos) یک فیلم پویانمایی برزیلی محصول سال ۲۰۰۷ به کارگردانی پائولو مونهوز و محصول استودیو تکنوکنا است.
قسمت دوم این فیلم در سال ۲۰۱۲ و با نام بچه‌های برزیلی: جنگل مال ماست ساخته و منتشر شد. در سال ۲۰۱۴ یک مجموعه تلویزیونی راه اندازی شد.

## بازیگران
- "وادکو" در نقش باندیرا[۲]
- مارینو جونیور در نقش تالس[۲]
- رنت لیون در نقش ژایرزینیو[۲]
- ماریو شومبرگر در نقش راتائو، اولاوو[۲]
- "ویلا" در نقش جگوار[۲]
- انئاس لور در نقش روبینلسون، دکتر نوربرتو[۲]
- مائورو زاناتا در نقش راتائوزینیو، پی. دومونت[۲]
- فابیولا ناسیمنتو در نقش دومونت‌زینیو[۲]
- میشل پوچی در نقش خاله تاتوزینها، جغد کوچولو[۲]
- سلیا ریبیرو در نقش خاله کالانگا[۲]
- جرالدو پیولی در نقش استاد سوکوری[۲]
- تونینیو دومینگس در نقش کاپانگا گربه، دکتر ویتال[۲]
- چیکو نوگیرا در نقش راوی بازی[۲]
- رجینا ووگ در نقش کبرا کورالینا[۲]
- روبرتا استورلی در نقش کامپیوتر، عنکبوت کوچولو[۲]
- لئاندرو اسکتینی در نقش کاپانگا سگ[۲]
- تالس مونهوز در نقش نوزاد راتائوزینیو، نوزاد جگوار[۲]
- پائولو مونهوز در نقش کاپانگا موش، دونا جینا[۲]